# Сухая Згарь
Сухая Згарь или Сухазгарь (укр. Суха Згар, Сухозгар) — левый приток реки Золотоношка, протекающий по Золотоношскому району (Черкасская область, Украина).

## География
Длина — 38, 33,3 км. Площадь водосборного бассейна — 256, 157 км². Река используется для сельскохозяйственных и бытовых нужд, рыбоводства.  
Берёт начало в севернее Каневщина; изначально река начиналась возле села Вершина-Згарская, а участок между Каневщиной и Вершина-Згарским практически полностью пересох к 1986 году. Река течёт на юг. На 1929 год, согласно топографической карте М-36-89-А, нижнее течение двух рек представляет из себя систему водно-болотных угодий без чётко выраженного русла. На 1957 год впадала в реку Золотоношка на 12-км от её устья — до заполнения Кременчугского водохранилища. Сейчас впадает в реку Золотоноша на 6-км от её устья, так как нижнее течение было преобразовано в канал с изменением траектории. Сухая Згарь и Крапивная сообщаются с сетью каналов впадающих в Золотоношку и Кременчугское водохранилище. 
Русло слабо-извилистое, пересыхает на протяжении всей длины (кроме нижнего течения). Русло в нижнем течении выпрямлено в канал (канализировано) и служит водоприёмником, разветвляется на несколько каналов возле села Хвылево-Сорочин впадающих в Золотоношку и Кременчугское водохранилище, сообщается с рекой Крапивная. На реке созданы пруды. Питание смешанное, преимущественно снего-дождевое. Нижнее течение, из-за сброса бытовых вод города Золотоноши, сильно загрязнённое.   
Пойма заболоченная с луговой или тростниковой растительностью. 
Пересохший участок реки южнее села Вершина-Згарская пересекает магистральный газопровод Уренгой — Помары — Ужгород.
Притоки: нет крупных  
Населённые пункты на реке (от истока до устья):
1. Каневщина
2. Вознесенское
3. Богуславец
4. Згар
5. Хвылево-Сорочин

В долине нижнего течения реки (возле села Згар) создано заповедное урочище Згар-Гришковское.